# 伊冯娜·伯尼施
伊冯娜·伯尼施（德語：Yvonne Bönisch，1980年12月29日—），德国女子柔道运动员。她曾代表德国参加2004年和2008年夏季奥林匹克运动会柔道比赛，其中2004年奥运会获得一枚金牌。